# Francis Frederick Reh
Francis Frederick Reh (* 9. Januar 1911 in der Bronx, New York City; † 14. November 1994) war ein römisch-katholischer Bischof.

## Leben und Wirken
Reh besuchte das Cathedral College Preparatory Seminary in New York City, das St. Joseph Seminary in Yonkers, New York und schließlich das Päpstliche Nordamerika-Kolleg in Rom sowie die Päpstliche Universität Gregoriana. Am 8. Dezember 1935 wurde er in Rom zum Priester geweiht. Danach kehrte Reh in das Erzbistum New York zurück, wo er nun tätig wurde. Im Jahr 1951 wurde er zum Vizekanzler des Erzbistums ernannt. Im Jahr erhielt er den päpstlichen Ehrentitel Monsignore und wurde Vizerektor des Päpstlichen Nordamerika-Kolleg.
Vier Jahre später wurde Reh Rektor des St. Joseph Seminary in New York. Im selben Jahr begleitete er im Oktober Kardinal Francis Spellman nach Rom, wo dieser am Konklave, in dessen Verlauf Kardinal Angelo Roncalli zum neuen Papst Johannes XXIII. gewählt wurde, teilnahm.
Am 4. Juni 1962 wurde Reh zum Bischof von Charleston ernannt. Die Bischofsweihe spendete ihm Kardinal Spellman am 29. Juni desselben Jahres. Mitkonsekratoren waren die New Yorker Weihbischöfe John Joseph Maguire und John Michael Fearns.
Zwei Jahre später wurde er nach Rom berufen, wo er am 5. September Rektor des Päpstlichen Nordamerika-Kolleg sowie Titularbischof von Macriana in Mauretania wurde und dies bis zu seiner Ernennung zum Bischof von Saginaw am 11. Dezember 1968 auch blieb. Reh trat am 29. April 1980 von diesem Amt zurück.